# Maxwell Abbey Quaye
Maxwell Nii Abbey Quaye (* 2. Februar 1998) ist ein ghanaischer Fußballspieler.

## Karriere

### Klub
Er spielt seit mindestens der Saison 2017 beim Great Olympics FC.

### Nationalmannschaft
Seinen ersten bekannten Einsatz für die ghanaische A-Nationalmannschaft hatte er am 5. Januar 2022, bei einer 0:3-Freundschaftsspielniederlage gegen Algerien. Wo er in der 67. Minute für Richmond Boakye eingewechselt wurde. Später stand er auch im Kader der Mannschaft beim Afrika-Cup 2022, kam dort jedoch nicht zum Einsatz.